# Giuseppe Ramello
Giuseppe Ramello (Asti, 1964) è un fumettista italiano.

## Biografia
Dopo la laurea in architettura alternò l'attività professionale a quella di autore di fumetti e libri per bambini iniziando una lunga collaborazione con Il Giornalino delle Edizioni San Paolo scrivendo storie a fumetti di genere storico come Adalberto di Cuorsincero, disegnata da Paolo Piffarerio, o Topo Leonardo, disegnata da Giovanni Boselli Sforza; iniziò poi a scrivere sceneggiature per storie con personaggi della Disney pubblicate durante gli anni novanta su Topolino, edito dalla Disney Italia.
La lunga collaborazione con il Giornalino porterà alla realizzazione di diverse serie, alcune delle quali, come quelle ispirate a racconti biblici, verranno pubblicate anche in volume; scrive inoltre anche storie a fumetti con personaggi dei cartoni animati della Hanna-Barbera come Yoghi, Gli antenati o Scooby-Doo oltre a riduzione a fumetti di classici della letteratura come Moby Dick e Il Capitan Fracassa e biografie a fumetti di personaggi come Giuseppe Verdi o Arturo Toscanini e altri di genere religioso come Chiara d'Assisi o santa Brigida di Svezia.